# Classics (Ratatat)
Classics è il secondo album in studio del gruppo rock elettronico statunitense Ratatat, pubblicato nel 2006.

## Tracce
1. Montanita – 5:02
2. Lex – 4:30
3. Gettysburg – 5:28
4. Wildcat – 4:21
5. Tropicana – 4:37
6. Loud Pipes – 3:47
7. Kennedy – 3:35
8. Swisha – 3:50
9. Nostrand – 3:05
10. Tacobel Canon – 4:29